# La Ciénaga (Repubblica Dominicana)
La Ciénaga è un comune della Repubblica Dominicana di 7.715 abitanti, situato nella Provincia di Barahona. Comprende, oltre al capoluogo, un distretto municipale: Barouco.